# Привратник (масонство)
Привратник (или кровельщик) — офицерская должность внешнего или внутреннего охранника масонской ложи.

## История
В ранних спекулятивных масонских ложах собрания проходили в номерах, в тавернах, и в других общественных местах, и во всех ложах назначались привратники, чтобы охранять вход от незнающих, вредоносных или просто любопытных людей. Как правило в качестве привратника назначался бывший мастер ложи, но также он мог быть назначен и из числа других офицеров. В некоторых случаях привратник мог даже не быть членом этой ложи, но обязательно он должен был быть масоном из другой ложи. Другие его обязанности часто были связаны с подготовкой места проведения собраний, снабжение регалиями, и он должен был надзирать как постоянный смотритель за инвентарём и помещением ложи.
В известной публикации Уильяма Хогарта «Ночь», рассказывается о нетрезвых масонах, которым помогает добраться до дома привратник, из одной из четырёх первых лож — «Кубок и виноград», в 1717 году.
В некоторых юрисдикциях привратник назначается досточтимым мастером, а в других он избирается членами ложи. Ему вменяется в обязанности опрос визитёров-масонов, кто желает войти ложу, и охранение от неквалифицированных лиц, которые желают проникнуть на масонское собрание, допуская лишь тех, кто имеет должный уровень знаний.
В большинстве юрисдикций привратник обязан быть вне ложи, за дверью и проводить там значительную часть времени, хотя обычно он в состоянии слышать весь ход ведения собрания. Его внимание часто уделяется достойному положению масонов, которые переживают тяжелые времена. Он, как старший член ложи, обязан помочь и узнать причину отсутствия у тех кто не посетил последние собрание ложи.
В некоторых странах, досточтимый мастер имеет право разрешить, чтобы привратник не находился длительное время снаружи, на нахождение внутри ложи, во время проведения собрания. Если привратник внутри, то он должен сначала защитить наружные двери из прихожей привратника (в некоторых странах существует предбанник между дверьми ложи и всего остального помещения масонского храма). Он может оставаться между внутренней дверью гостиной и прихожей, при этом он может сидеть на стуле ближе к двери, все ещё держа обнаженный меч. Внутреннему привратнику дозволяется принять участие в обсуждениях, голосовании, приёме кандидатов, он может предоставлять отчеты и получать инструкции, если кто-либо ему их даст.

## Происхождение термина
Происхождение этого термина неясно и в течение долгого времени было выдвинуто ряд гипотез. Название может происходить:
- от профессии человека, который кладёт на крыше и на полу плитку, возможно потому, что он не смог претендовать на более квалифицированную работу как каменщик[5][4][3];
- от имени Уота Тайлера, главаря крестьянского восстания в 1381 году[6][4];
- из-за пересмотра слова предел (граница), использующегося для связи с закрытой дверью[6];
- от того, что Привратник когда-то сидел на крыше ложи на «плитке», чтобы останавливать людей, которые ищут возможность проникновения в ложу через крышу[6][4][3].